# Domagoj Bradarić
Domagoj Bradarić, född 10 december 1999 i Split, är en kroatisk fotbollsspelare som spelar för Salernitana. Han representerar även det kroatiska landslaget.

## Karriär
Den 15 juli 2022 värvades Bradarić av italienska Salernitana, där han skrev på ett fyraårskontrakt.

## Meriter
Lille
- Vinnare av Ligue 1: 2020/2021